# Ковач Федір Миколайович
Ковач Федір Миколайович (*7 березня 1931, с. Рокитівці, нині Меджилабір. округ, Словаччина – †12 липня 2009, м. Пряшів, Словаччина) — словацький і український письменник, літературознавець, перекладач. Член Спілки словацьких письменників.

## З біографії
Народився 7 березня 1931 рок у селі Рокитівці Гуменецького округу (Словаччина). Закінчив гімназію у Гуменному (1952), у 1958 році — філологічний факультет Київського університету ім. Т. Шевченка. Працював учителем у середній школі в Стропкові, потім секретарем ЦК Культурної спілки українських трудящих (1969), з 1990 року — Союзу русинів-українців Чехословаччини, доцентом кафедри української мови і літератури Пряшівського університету ім. П. Й. Шафарика. Із 1974 року — головний редактор українського журналу «Дукля». Член Спілки словацьких письменників.

## Творчість
Автор публікацій «Олександр Павлович. Літературно-критичний нарис» (Пряшів, 1969), «А. Павлович — поэт и общественный деятель Закарпатья второй половины XIX в.» (Київ, 1970), «Деякі проблеми розвитку української літератури в Чехословаччині. Післявоєнний період» (Пряшів, 1973), «Слово про поезію та поетів. Літературно-критичні нариси», «Діалоги»; статей про творчість В. Зозуляка, Ф. Іванчова, І. Гриця-Дуди, Ю. Боролича, М. Дробняка, В. Гайного, П. Гули, Й. Збіглея та інших письменників. За книгу «Деякі проблеми розвитку української літератури в Чехословаччині» удостоєний літературної премії ім. І. Франка (1974).